# 手术缝合线

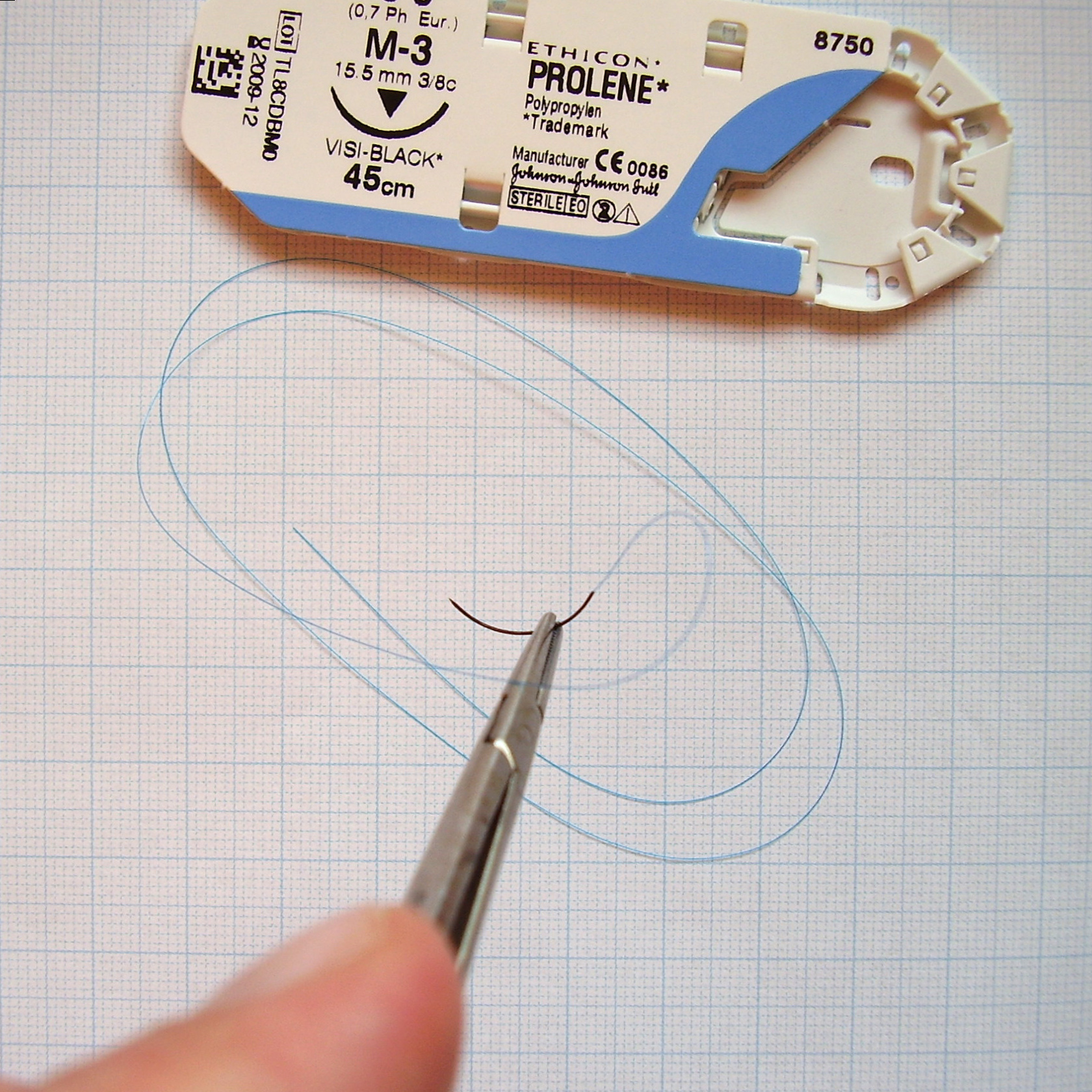
手术缝合线与持针器。上面是它的包装。

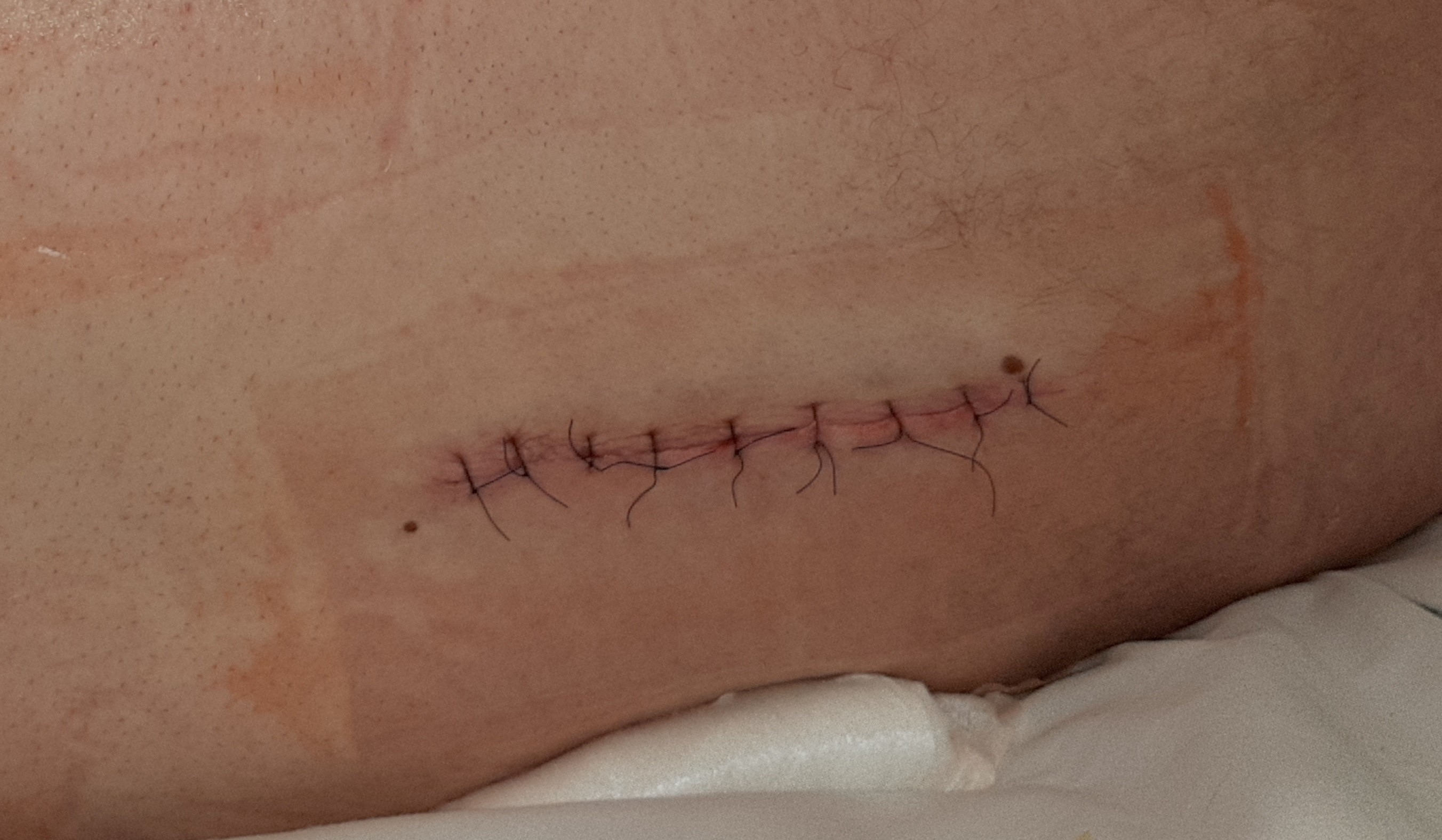
第一次包扎前，Redon 引流器被取出后缝合钱被检查

手术缝合线是一种医疗器材，用来将受伤或外科手术后的人体组织缝合在一起。一般由一根针附上一定长度的丝状物构成。在千年的历史中，曾开发出不同的形状，大小和材料的缝合线。

## 历史
数千年中，不同材料的缝合线材料被使用、争论，但大致上保持不变。针是由骨或金属（如银，铜，铝青铜丝）制成。缝线是由植物材料（亚麻、大麻和棉花）或动物材料（头发、肌腱、动脉、肌肉条或神经、丝绸、羊肠线）制成。非洲文化中使用荆棘，而其他地方有的使用蚂蚁来缝合，即诱骗虫子咬住伤处的两边，再扭下它们的头。
手术缝合的最早记载可以追溯到公元前3000年的古埃及，而已知最古老的缝合是在公元前1100年的木乃伊身上。对伤口缝合和使用缝合材料的第一个详细书面记载来自公元前500年印度的圣人和医师苏胥如塔。希腊“医学之父”希波克拉底和后来罗马的奥卢斯·科尼利厄斯·塞尔苏斯描述了基本的缝合技术。第一次描述肠道缝合的是2世纪的罗马医生盖伦，也有人认为是10世纪的安达卢西亚外科医生宰赫拉威。据记载，一次宰赫拉威鲁特琴的琴弦被一只猴子吞掉，他由此发现了肠线可吸收的性质。从此之后就开始制造医用羊肠线。
约瑟夫·利斯特引入了缝合技术的巨大变革，他提倡对所有的缝合线进行常规消毒。与19世纪60年代，他第一次尝试对“石炭酸羊肠线”杀菌，二十年后又对铬羊肠线做了消毒。1906年制成了经过碘处理的无菌羊肠线。
下一次大飞跃发生在20世纪。随着化学工业的发展，20世纪30年代制成了第一根合成线，众多的吸收和非吸收性合成线由此迅速的发展出来。第一根合成线在1931年由聚乙烯醇制成。50年代开发了聚酯线，后来发展出针对羊肠线和聚酯的辐射灭菌。60年代发现了聚乙醇酸，70年代它被用于缝合线的制造。现在，大部分的缝合线是用聚合物纤维制作的。古代的材料中只有丝绸和肠线仍在使用——虽然并不经常。在欧洲和日本，肠线因牛海绵状脑病而被禁止，而丝绸有时会被用于血管和耳鼻喉科手术。

## 针
有的外伤缝针带有针眼，与缝合线分开供给给医院。线从一端穿入，与家里的缝纫线一样。带线的外伤缝针则无针眼，直接与一定长度的线连在一起。缝合线制造商在工厂里用模制作无眼外伤缝针。预先将线固定在缝针上有几点好处。医生或护士不需要穿针。更重要的是，这种缝合线末端比针体小。在用带针眼缝针的外伤手术中，线必须从针眼两边出来，这可能会撕裂伤口组织。几乎所有的现代手术都使用不带针眼的缝针。
手术缝针有不同形状。包括直形、1/4圆弧、3/8圆弧、1/2圆弧、5/8圆弧、复合弧线、半弯形（滑雪板形）、以及直形两端连上半弯（独木舟形）。滑雪板形和独木舟形缝针允许弯形针变得足够直，以用于腹腔镜手术，这类手术中器械要通过狭窄的导管插入腹腔。

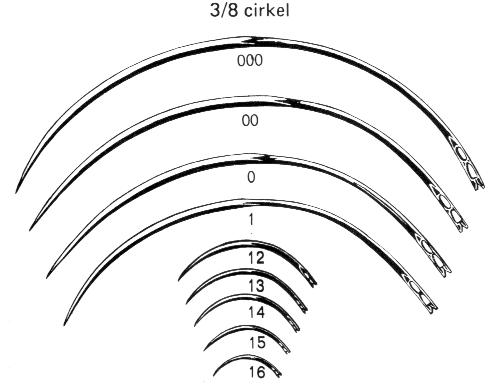
不同尺寸的3/8圆弧缝针。
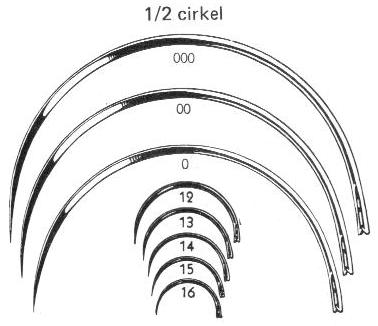
不同尺寸的半弯形缝针。

## 线

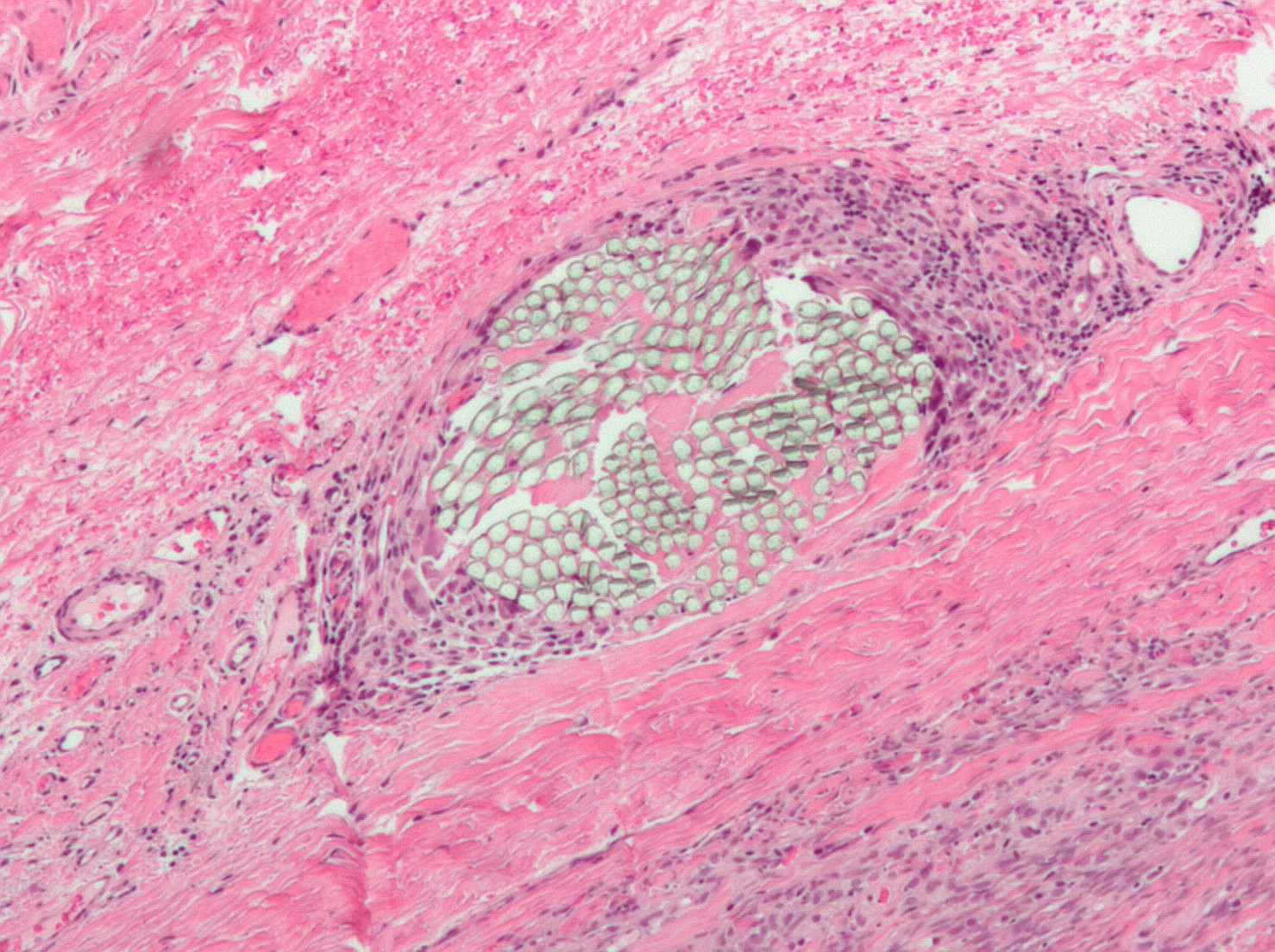
这张苏木精-伊红染色显微相片上显示了一条不可吸收缝合线所引起的异物巨细胞反应

缝线必须足够结实才能保持伤口组织边缘对紧闭合，减少愈合需要克服的距离并防止有感染通过空隙进入，但同时也必须足够柔软以便灵活打结。缝线还应该是低过敏性的，能够避免会导致流动性的灯芯效应，致使感染通过缝合处进入体内。
从结构上，缝线可分为单丝（monofilament）和编织（braided）两种。单丝线的外表更加平滑，缝合时穿线的阻力较小，比较适合线孔不宜过大的器官（比如血管和肠壁）或质地较为坚硬紧密（因此穿线阻力更大）的结缔组织（比如骨膜和较厚的表皮），但缺点是打结时容易滑脱，而且如果线径太小会因为局部压强过大而勒切组织；相比之下，编织线在同口径下能容忍的应力更高且不容易打结滑脱，但缺点是表面的凹凸在穿线时容易和周边组织发生撕扯，甚至产生线锯一样的切割效应造成线孔周围的二次伤害，而且表面有更多能让病原体附着的空隙，也更容易引发炎症反应。

### 材料
最初的线由生物材料制成，如丝绸、肠线等，而现代缝线多由合成纤维制成，包括聚乙醇酸、聚乳酸、聚对二氧环己酮、非吸收性尼龙和聚丙烯。更新的理念是在缝合线塗上具有抗菌剂或抑菌材料涂层，以减少术后伤口感染的机会。

#### 吸收性

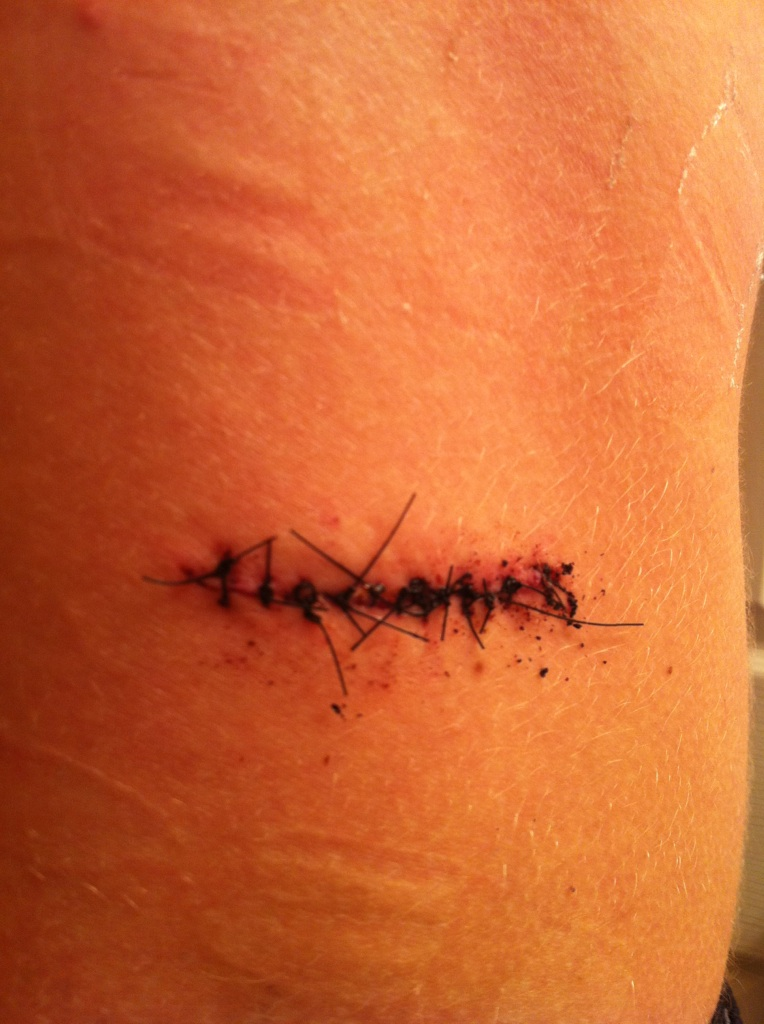
一位病人后腰的12根不可吸收线

缝合线依据其材料是否能够随着时间推移被身体自然降解，可分为可吸收（absorbable）和不可吸收（non-absorbable）两类。可吸收缝合线的材料，包括原来的羊肠线，以及新的合成材料聚乙醇酸、聚乳酸，聚对二氧环己酮和己内酯。它们通过水解（聚乙醇酸）和蛋白水解酶降解等过程分解最后消失。根据材料的不同，吸收的时间从10天到8星期不等。
可吸收缝合线通常用在不计划长期残留体内但又不能轻易从体外移除（比如无法回医院拆线，或做缝合部位封闭在身体内部）的病人身上，而反之则要使用不可吸收的缝合线。有时可吸收缝合线因为降解后没有被身体及时吸收，可能形成血清肿甚至感染出现脓肿，反而会导致炎症或排异反应。